# باربرا وود
باربرا وود (بالإنجليزية: Barbara Wood)‏ (30 يناير 1947 في المملكة المتحدة)؛ كاتِبة وروائية أمريكية.

## روابط خارجية
- باربرا وود على موقع IMDb (الإنجليزية)
- باربرا وود على موقع ميوزك برينز (الإنجليزية)
- باربرا وود على موقع ديسكوغز (الإنجليزية)
- باربرا وود على موقع قاعدة بيانات الفيلم (الإنجليزية)